# إيرينا غريغورييفا
إيرينا أوليجوفنا غريغوريفا (بالروسية: Ирина Олеговна Григорьева) هي لاعبة كرة قدم روسية سابقة لعبت كلاعبة خط وسط. لعبت لأندية ليون، وسبارتاك موسكو، وسي إس كيه في إس سامارا، وناديجدا نوجينسك.
على المستوى الدولي، مثلت إيرينا ثلاثة فرق مختلفة. لعبت لأول مرة مع الاتحاد السوفيتي في عام 1990، قبل تفكك الاتحاد السوفيتي في عام 1991. خلال عام 1992، لعبت لصالح رابطة الدول المستقلة، وهو اتحاد قصير للجمهوريات السوفيتية السابقة. وفي وقت لاحق، مثلت روسيا.
قادت روسيا في كأس العالم للسيدات 1999، حيث سجلت في المباراة الثالثة ضد كندا، وكذلك في نسختي 1997 و2001 من بطولة أمم أوروبا للسيدات. وقد وصفها الاتحاد الروسي لكرة القدم بأنها: "أفضل لاعبة كرة قدم في تاريخ روسيا".

## بداية حياتها
ولدت إيرينا في منطقة ياسينيفو مع والدتها الطاهية ووالدها الميكانيكي. كانت متزلجة على الجليد في مرحلة الطفولة، ثم تقدمت لاحقًا للعب الهوكي والباندي.

## النادي
بعد هزيمة فريق الهوكي الذي تلعب به إيرينا "ستانكواغريغات" أمام منافسيهم في نهائي الكأس الوطنية، اقترح مدرب الفريق تشكيل فريق كرة قدم بدلاً من ذلك. خضع النادي لتغييرات في الاسم بسبب الرعاية وسرعان ما أصبح قادرًا على المنافسة في بطولة كرة القدم للسيدات السوفيتية. طردت إيرينا وإيقافها عندما أدى انتقامها لتعرضها للخطأ إلى شجار جماعي في مباراة ضد نيفا باريشيفكا.
في النسخة الافتتاحية لعام 1992 من بطولة كرة القدم للسيدات الروسية، سجلت إيرينا 22 هدفًا للأبطال سبارتاك إنتروس. وأضافت هدفين حاسمين في نهائي كأس روسيا للسيدات 1992 حيث حصل ناديها على "ثنائية" الدوري والكأس.
انتقلت إيرينا إلى نادي ليون في عام 1993، حيث أقامت مع زميلتها في الفريق سيسيل لوكاتيلي. ساعدت الفريق في الحصول على لقب القسم الأول للسيدات في موسم 1992–93 وحصلت على لقب أفضل لاعبة أجنبية لهذا العام.ومع ذلك، أدت إصابة في الرباط الصليبي الأمامي إلى عودتها إلى روسيا، حيث قبلت عرضًا للانضمام إلى فريق سامارا.
مع سامارا، تدربت إيرينا وزملاؤها بدوام كامل بينما كانوا يعملون اسميًا ملازم في القوات البرية الروسية. أمضت نصف موسم مع توربينه بوتسدام في 1994–95، لكنها بقيت مع سامارا حتى حل في عام 2004. في المجموع، شاركت في 181 مباراة بالدوري وسجلت 77 هدفًا لصالح نادي سامارا.
في صيف 2004، انضمت إيرينا إلى إف سي إنيرجي فورونيج ومثلت النادي في كأس الاتحاد الأوروبي لكرة القدم للسيدات 2004–05.

## دولية
استدعيت إيرينا إلى منتخب الاتحاد السوفيتي لكرة القدم للسيدات في غضون عام من ممارسة كرة القدم المنظمة. مع منتخب روسيا لكرة القدم للسيدات كانت قائدة الفريق في بطولة أمم أوروبا للسيدات 1997. على الرغم من أنها سجلت هدفًا في مرمى فرنسا، إلا أن أداء الفريق كان ضعيفًا، حيث خسر جميع المباريات الثلاث وفشل في التقدم من دور المجموعات.
في قرعة كأس العالم للسيدات 1999 فيفا في فبراير من ذلك العام، مثلت إيرينا بلدها عندما اختيرت للعب في تشكيلة فيفا ضد الولايات المتحدة في مباراة ودية رائعة في سان خوسيه، كاليفورنيا. ظهرت كبديلة لبتينا ويغمان في فوز فريق العالم الحادي عشر بنتيجة 2–1.
لقد ساعدت روسيا في التأهل لأول كأس العالم للسيدات بتسجيلها في مباراة التصفيات المؤهلة للفوز على فنلندا. وصفتها معاينة البطولة على موقع سوكر تايمز بأنها لاعبة خط وسط ماهرة تمتلك "مفاتيح الهجوم الروسي". وكانت من بين العديد من أعضاء الفريق الروسي الذين تحولوا إلى كرة القدم من رياضات أخرى.
في فوز روسيا 5–0 في المجموعة الثالثة على اليابان في البطولة النهائية، أدى العرض غير الأناني بشكل ملحوظ من إيرينا إلى تفويت فرص تسجيل الأهداف لنفسها بينما قدمت ثلاث تمريرات حاسمة لزملائها في الفريق. افتتحت التسجيل بنفسها في الفوز 4-1 على كندا مما ضمن التأهل إلى الدور ربع النهائي، وبعد ذلك قالت: "سيدني تلوح في الأفق، وتسيطر على كل أفكارنا". أدى النهج الدفاعي للفريق في هزيمتهم في ربع النهائي 2-0 أمام الصين إلى إبطال التهديد الهجومي لـ "أقوى مهاجمة في روسيا" إيرينا.

## مرتبة الشرف

### سامارا سمارة
- بطولة روسيا لكرة القدم للسيدات: 1992، 1994، 1996، 2001
- كأس روسيا للسيدات: 1994

### ليون
- الدوري الفرنسي لكرة القدم للسيدات: 1993